# Григорян Карен Акопович
Карен Акопович Григорян (вірм. Կարեն Հակոբի Գրիգորյան; нар. 25 лютого 1995, Єреван) — вірменський шахіст, гросмейстер від 2013 року.
Його рейтинг станом на березень 2020 року — 2662 (78-ме місце у світі, 4-те — у Вірменії).

## Шахова кар'єра
Багаторазовий представник Вірменії на чемпіонаті світу та Європи серед юніорів у різних вікових категоріях. Триразовий призер чемпіонату Європи серед юніорів: срібний (Батумі 2010 — ЧЄ до 16 років) і двічі бронзовий (Шибеник 2007 — ЧЄ до 12 років, Херцег-Новий 2008 — ЧЄ до 14 років). Чотириразовий призер шахових олімпіад серед юніорів до 16 років: в командному заліку — золотий (2010) і срібний (2011) і двічі золотий в особистому заліку на 1-й шахівниці (2010, 2011). 2014 року здобув у м. Катовиці срібну медаль чемпіонату світу серед студентів. 2015 року виграв чемпіонат Вірменії.
Досягнув низки успіхів на міжнародних турнірах: посів 1-ше місце в Кірішах (2011), поділив 1-ше місце в Албені (2012, разом з Володимиром Акопяном, Таміром Набаті, Тиграном Петросяном та Іваном Чепаріновим), посів 2-ге місце в Єревані (2013, меморіал Андраніка Маргаряна, позаду Мартина Кравціва), посів 1-ше місце в Сіджасі (2013), посів 1-ше місце в Мартуні (2013, турнір Озеро Севан-2013), посів 1-ше місце в Джермуку (2014, меморіал Карена Асряна), посів 1-ше місце в Сан-Марті (2014) і 1-ше місце в Бадалоні.
Найвищий рейтинг Ело в кар'єрі мав станом на 1 вересня 2014 року, досягнувши 2610 очок займав тоді 9-те місце серед вірменських шахістів.

## Зміни рейтингу
| На цьому місці має відображатися графік чи діаграма, однак з технічних причин його відображення наразі вимкнено. Будь ласка, не видаляйте код, який викликає це повідомлення. Розробники вже працюють для того, щоби відновити штатне функціонування цього графіка або діаграми. | |
| | На цьому місці має відображатися графік чи діаграма, однак з технічних причин його відображення наразі вимкнено. Будь ласка, не видаляйте код, який викликає це повідомлення. Розробники вже працюють для того, щоби відновити штатне функціонування цього графіка або діаграми. |